# Kronstädter Anzeiger
Der Kronstädter Anzeiger für Handel, Gewerbe und Oekonomie war eine Wirtschaftszeitung in Siebenbürgen 1856.

## Geschichte
Der Kronstädter Anzeiger für Handel, Gewerbe und Oekonomie erschien 1856, Chefredakteur  war E. Hülverding, bei Römer & Kamner.
Er gehörte zu den frühesten deutschsprachigen Zeitungen in Kronstadt. Weitere Informationen sind über diese Zeitung nicht bekannt, wahrscheinlich gab es nur eine oder wenige Ausgaben.